# Hearts Burst into Fire
Hearts Burst Into Fire – drugi singel walijskiej wykonującej metalcore grupy Bullet for My Valentine pochodzący z jej drugiego albumu, Scream, Aim, Fire. Singel zawiera zarówno albumową, jak i akustyczną wersję utworu. Teledysk został umieszczony na portalu MySpace.
Utwór został zawarty w grze NHL 09.

## Lista utworów
2 Track Single
1. „Hearts Burst Into Fire” – 4:57
2. „Hearts Burst Into Fire (Acoustic)” – 3:56

7" Single
1. „Hearts Burst Into Fire” – 4:57
2. „No Easy Way Out” – 4:32

## Notowanie
| Lista                       | Pozycja |
| --------------------------- | ------- |
| U.S. Mainstream Rock Tracks | 24      |
| UK Rock Chart               | 1       |
| UK Singles Chart            | 66      |